# Xantharia murphyi
Xantharia murphyi là một loài nhện trong họ Miturgidae.
Loài này thuộc chi Xantharia. Xantharia murphyi được Christa L. Deeleman-Reinhold miêu tả năm 2001.